# 리치몬드 대 크루슨 회사 사건
리치몬드 대 크루슨 회사 사건(City of Richmond v. J.A. Croson Co.)은 미국 연방대법원의 유명 판례이다. 버지니아 리치몬드시에서 소수민족 업체에게 일정한 양의 조달계약을 부여하는 것이 위헌이라고 판시하였다.